# Zegarek taktyczny
Zegarek taktyczny – rodzaj specjalistycznego zegarka naręcznego, którego konstrukcja, wygląd i funkcjonalności spełniają restrykcyjne normy wojskowe.
Cechą, która odróżnia zegarek taktyczny od zwykłych zegarków naręcznych, jest czytelność wskazań w warunkach całkowitego zaciemnienia. Zegarek taktyczny wg normy wojskowej MIL-PRF-46374G musi być zaprojektowany w taki sposób, aby można było odczytać godzinę i inne parametry przez co najmniej 8 godzin w warunkach pozbawionych zewnętrznego źródła światła i bez ingerencji użytkownika.

## Podstawowe wymagania związane z normą wojskową MIL-PRF-46374G dla zegarków taktycznych

### Konstrukcja zegarka i wygląd
- Koperta matowa (bez odblasków) w kolorze czarnym lub srebrnym metaliku.
- Tarcza w kolorze czarnym bez logo producenta.
- Cyfry arabskie lub podziałki na tarczy w kolorze białym.
- Umieszczenie na tarczy tzw. skali militarnej z 24-godzinnym wskazaniem czasu.
- Dwukierunkowy bezel (birotacyjny) w kolorze tarczy z cyframi i podziałkami w kolorze białym. Godzina 12 na bezelu zastąpiona jest oznakowaniem świetlnym. Odstępy między godzinami 12 a 4 muszą być wytyczone przez 4 podziałki wyznaczające pełną godzinę. Każdy odstęp między podziałką oznacza upłynięcie 1 minuty.
- Pasek w kolorze czarnym, wytrzymujący obciążenie min. 7 kg[4][1].

### Mechanizm
- Wymagana rezerwa chodu mechanizmu mechanicznego to minimum 36 godzin.
- Wymagana żywotność baterii w zegarku kwarcowym to minimum 30 miesięcy.
- Mechanizm musi mieć funkcję „stop sekundy”[4].

## Testy zegarków taktycznych
Zegarki taktyczne zgodne z normą MIL-PRF-46374G poddawane są rygorystycznym testom sprawdzającym m.in. odporność na wstrząsy, drgania i wodoszczelność.
| Rodzaj testu                                    | Limit | Czas trwania                                               |
| ----------------------------------------------- | --- | ---------------------------------------------------------- |
| Drgania                                         | od 30 Hz do 60 Hz do 30 Hz | 3 cykle po 20 minut. Każdy cykl w innym położeniu zegarka. |
| Wstrząsy                                        | Niekontrolowany, swobodny upadek z wysokości 50 cm na płytkę winylową o grubości 3 mm umieszczoną na bloku betonowym.                                                                                   | 1 test                                                     |
| Przechowywanie                                  | Przechowanie zegarka w temp. od –45 °C do 60 °C | 24 godziny                                                 |
| Wodoszczelność                                  | Całkowite zanurzenie w wodzie destylowanej pod ciśnieniem 3 barów w temperaturze pokojowej (23 °C) | 24 godziny                                                 |
| Wysokość                                        | Na wysokości 10 700 metrów | 60 minut                                                   |
| Perspiracja – odporność na ludzki pot           | Zanurzenie zegarka w wodnym roztworze zawierającym 5% chlorku sodu (sól kuchenna) | Chwilowe                                                   |
| Widoczność w warunkach całkowitego zaciemnienia | Po 8 godzinach przechowywania w całkowitej ciemności zegarek powinien być czytelny bez ingerencji użytkownika. Wskazania muszą być widoczne z odległości co najmniej 30,5 cm dla osoby bez wady wzroku. | 8 godzin                                                   |

## Pierwszy zegarek taktyczny
Pierwszy zegarek taktyczny, model P6500 Type 6, zwany potocznie „The Original”, zaprojektowany został na zlecenie Armii Stanów Zjednoczonych w 1989 roku przez szwajcarską firmę mb microtec.